# Eniairik
Eniairik (auch: Kemmwan, Ilen) ist ein kleines Motu im Westen des Arno-Atolls der pazifischen Inselrepublik Marshallinseln.

## Geographie
Eniairik bildet zusammen mit den südlich gelegenen Arno, Anedoul und Aneloklab, den nördlich gelegenen Ulien und Kiden, sowie weiteren kleinen Motus den Ostrand der Arno Main Lagoon.